# Liste der Naturdenkmale in Hagenbach
Die Liste der Naturdenkmale in Hagenbach nennt die im Gemeindegebiet von Hagenbach ausgewiesenen Naturdenkmale (Stand 17. April 2013).

## Naturdenkmale
| Nr.         | Bezeichnung | Lage                                        | Beschreibung | Bild                                    |
| ----------- | ----------- | ------------------------------------------- | --- | --------------------------------------- |
| ND-7334-178 | Stixwörth   | südlich des Ortes; Abteilung Stixwörth Lage | urwaldartiger Waldbestand, bis in die Kronen von Efeu umrankt; flächenhaftes Naturdenkmal; Teilfläche des Naturschutzgebiets Stixwörth | Direkt Bild zu diesem Denkmal hochladen |